# 木里溲疏
木里溲疏（学名：Deutzia muliensis）为虎耳草科溲疏属下的一个种。

## 扩展阅读
- 維基物種上的相關：木里溲疏